# キンバリー (DD-521)
キンバリー (USS Kimberly, DD-521) は、アメリカ海軍の駆逐艦。フレッチャー級駆逐艦の1隻。
艦名はルイス・キンバリー少将にちなむ。その名を持つ艦としては2隻目。

## 艦歴
1942年7月27日にニューヨーク州スタテンアイランドのベスレヘム造船にて起工、1943年2月4日に進水、1943年5月22日にハリー・W・スミス指揮下にて就役した。

### 第二次世界大戦
試運転後、1943年9月10日にノーフォークを経由し、太平洋での作戦行動に向かった。真珠湾にて追加訓練を実施した後、11月20日に海軍によるミクロネシアの制圧を開始すべくマキン島沖に到着した。ギルバート諸島の作戦を通じて、対潜水艦哨戒にて戦艦および巡洋艦の艦砲射撃を援護し、海兵隊の上陸を支援した。
「キンバリー」は12月6日にタラワを出航し西海岸に向かった。サンフランシスコで船体の補修を行った後、1944年1月22日にアリューシャン列島に向けて出航、第94任務部隊に加わり対潜水艦哨戒、火力支援および演習に参加し、9月18日にサンフランシスコへ帰投した。
太平洋戦争の戦況が激化すると、「キンバリー」はアドミラルティ諸島のマヌス島に配備され、フィリピンへの侵攻に備え、11月10日にはレイテ湾への護送船団の護衛として資材の輸送を行った。12月21日の夕方、ミンドロ島マンガリン湾への護送船団を護衛した際、神風特攻隊が船団を攻撃した。戦闘は2時間に渡り、「キンバリー」の対空砲火により1機を撃墜、他の2機の撃墜を支援した。攻撃を撃退した後、護送船団はマンガリン湾へ進み、「キンバリー」は次の任務であるルソン島の侵攻に必要な滑走路とPTボート基地建設のための人員と資材輸送に就いた。
1945年1月2日にレイテを出港し、艦隊の護衛に就いた。途中、多くの神風特攻隊の攻撃を受け、「キンバリー」は2番目の撃墜数を記録した。1月6日にリンガエン湾から到着した爆撃部隊は、神風特攻隊を迎撃するため即座に警戒態勢に置かれた。その日、さらに2機を撃墜し、その月の残りの間、日本軍の鉄道と補給施設を砲撃した。 
2月、駆逐艦は、日本本土へ迫る米軍を前進させる沖縄戦に備えた。3月21日に索敵任務のためにサンペドロ湾を出航した「キンバリー」は、3月26日に2機の九九式艦上爆撃機の攻撃を受けた。正確な対空砲火にもかかわらず、1機が後部砲架に突入し、4名が死亡、57名が負傷した。4月1日、メア・アイランド海軍造船所にて修理を行うため後退し、4月25日に到着した。
修理を終えた後、8月10日に真珠湾に入港、極東の第3艦隊に加わるために航行を開始した際に日本は降伏した。「キンバリー」は9月4日に東京湾に入り、2日後に戦艦「ミズーリ」の護衛として出航、10月18日にフィラデルフィアに入港した。海軍記念日の式典の後、11月2日にフィラデルフィアを出航し、翌日サウスカロライナ州チャールストンに到着した。「キンバリー」はチャールストンに留まり、1947年2月5日に予備役となった。

### 朝鮮戦争
朝鮮戦争が発生した後、「キンバリー」は1951年2月8日に再就役した。グアンタナモ湾にて試運転および演習を行い、援軍として太平洋に向かった。6月23日に韓国西海岸沖の火力支援作戦に参加し、空母の護衛および航空機哨戒に従事した。9月中旬、哨戒作戦のために台湾沖に到着し、10月6日、フィリピン、スエズ運河、地中海を経由して米国に向かった。
「キンバリー」は12月12日にノーフォークに到着し、1953年6月20日にチャールストンに移動、1954年1月15日に退役した。

### 中華民国海軍
サウスカロライナ州チャールストンの大西洋予備艦隊で12年間を過ごした後、1967年6月1日に台湾へ貸与され、中華民国海軍で「安陽（アンヤン、拼音: An Yang、DD-18）」として就役した。「安陽」の艦番号は1970年にDD-997へ改称され、1979年にはDDG-997に改称された。
1981年1月5日、旧式化していた「安陽」は武進1号計画に基づき第1海軍造船廠でオーバーホールと大規模な近代化改修が行われた。この改修により「安陽」の装備が一新された。武一火器管制指揮システム、Mk35火器管制レーダー、AN/SPS-6C対空捜索レーダー、HR-76C火器管制レーダー、SPS10V水上捜索レーダー、AN/SPS-58C空中捜索レーダー、ARGO-681電子計算機、DSQS2lCZソナー等が搭載された。主武装も、5インチ単装砲2門、OTO 76mm砲1門、ボフォース40mm連装機関砲2門、Mk10ヘッジホッグ対潜迫撃砲、CR-201チャフロケットランチャーに更新された。特に重要だったのは、上部構造物の後方に追加された雄風I型対艦ミサイルとシーチャパラル艦対空ミサイルであり、これにより本艦はミサイル兵装を獲得した。対潜兵装としては、爆雷投下軌条1基とMk32三連装対潜短魚雷発射管2基を装備した。
1999年9月16日に退役し、2003年10月14日に潜水艦「海龍」の標的艦として沈没した。